# Kolíkování (truhlářství)

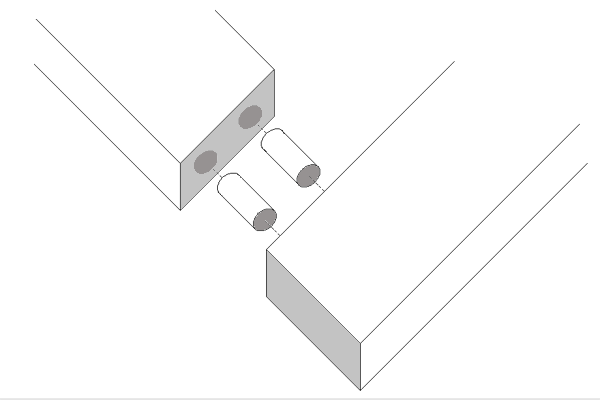
Spojování kolíkováním

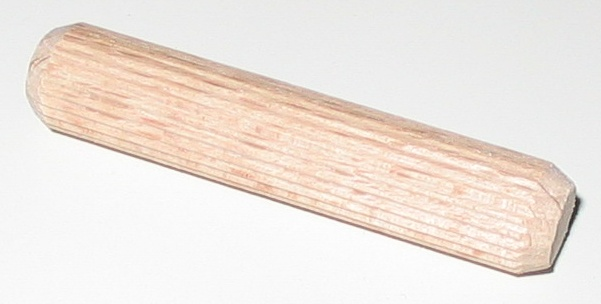
Truhlářský kolík (týbl)

Kolíkování označuje v truhlářství druh spojování dvou dílů, které jsou opatřeny otvory, do kterých zapadá krátký dřevěný válcový kolík. Pevnost spojení je zajištěno lepením, ale stejný princip bez lepidla se používá i pro zpevnění šroubovaných spojů montovaného nábytku. Kolíkování představuje méně náročnou a méně robustní alternativu čepování.
Při kolíkování se používá kolíkovací přípravek (kolíkovačka), vrtací šablona, která zajišťuje přesnou osovou souměrnost otvorů obou spojovaných dílech. Každá strana spoje je opatřena dvěma nebo více otvory o průměru závisejícím na tloušťce dílů, nejčastěji 6, 8 nebo 10 mm. Průměru otvorů odpovídá i průměr kolíku nazývaného také dřevěná hmoždinka nebo týbl (z něm. Dübel), který bývá pro lepší pevnost opatřen rýhováním.
Typické použití kolíkování je pro spojování jednotlivých dílů nábytku do jednoho celku.

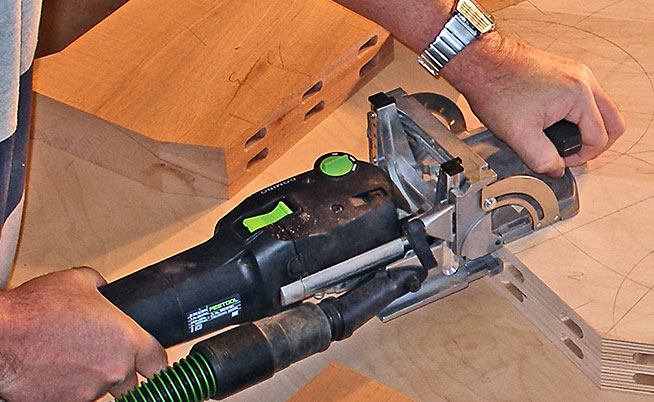
Kolíkovací frézka patentovaného systému Domino

Vedle jednoduchého kolíkování existují i speciální kolíkovací systémy. K nim patří švýcarský systém Lamello vyvinutý v 50. letech 20. století, který používá ploché oválné kolíky (respektive pera) zasazené do podélných drážek vyřízlých malým řezný kotoučem pomocí speciálního stroje. Dalším příkladem je systém Domino německé firmy Festool z roku 2007, který používá speciální frézku pro vytváření různě velkých oválných otvorů, do kterých zapadají kolíky odpovídajícího průřezu.